# Palacete Belmarço
El Palacete Belmarço es un edificio histórico de la ciudad de Faro, en la región del Algarve, en Portugal. Fue construido a principios del siglo XX por el arquitecto Manuel Joaquim Norte Junior, en estilo historicista. Se considera un símbolo de Faro, y fue clasificado como Monumento de interés público.

## Descripción
El palacete está situado en el centro histórico de Faro, a la antigua freguesia da Sé, junto a una de las puertas del núcleo medieval de la ciudad. Hace chaflán con la plaza de D. Marcelino Franco, con la calle de José Maria Bandera, y el de Sâo Francisco.
Es un importante testigo de la arquitectura residencial burguesa, de tendencia ecléctica y modernista, en el periodo entre la segunda mitad del siglo XIX y el principio del siglo XX, y se considera el principal ejemplo de arquitectura historicista de Faro. Se ha clasificado como uno de los edificios notables de la ciudad, y un exlibris de Faro.
El palacete se divide en dos pisos, con una torre que forma un tercer piso parcial. Esta torre, en el oeste del edificio, es uno de los elementos más visibles del conjunto. La fachada principal se divide en tres cerraduras, cada uno con una fórmula distinta.  El cuerpo central tiene una puerta en el estilo de Beaux-Arts en el piso inferior. Este conjunto es parte de una chambrana decorada con hojas de acanto. Sobre la puerta principal hay una ventana con moldura circular, remate por un frontón curvo, de forma doble, y ornado con dovelas. La cerradura derecha tiene al entresuelo una ventana geminada con un pilar en medio, decorado con un espumillón en relieve. Entre esta ventana y la puerta principal y la ventana de la planta baja del lado derecho sobresale una escultura de una cara femenina, decorada con un lazo y espumillones de flores. La torre acaba en tejados de cuatro aguas, de forma tronco-piramidal, abierta por ventanas en mansarda, con molduras en arco de vuelta perfecta.
El interior también contiene una decoración que combina el estilo historicista con elementos del Art Noveau, con fecha de 1916, firmados por el artista Pinto, con dibujos de monumentos nacionales. Otro elemento significativo  es la escala del piso noble, con una estructura en hierro modernista. La planta del edificio es rectangular, y el área total del edificio es de aproximadamente 790 m².

## Historia
El edificio fue diseñado el 1912 por Manuel Joaquim Norte Junior, uno de los más conocidos arquitectos de la época, que en Faro también fue responsable del Café Alianza, construido el 1908. Fue encomendado por el comerciante Manuel Belmarço, que acumuló una fortuna con negocios de café y cereales. Las obras se  empezaron el 1912, y acabaron al 1917. La construcción se incluye en una fase de renovación urbana de Faro, durante la cual se quería modernizar la apariencia de los edificios, para seguir las nuevas tendencias de Lisboa. Manuel Belmarço poseía una casa en la capital. El Palacete Belmarço presenta algunos parecidos con otras casas de Manuel Júnior, en concreto el edificio José Maria Marques o el edificio de la Avenida Defensores de Chaves, 26.
El palacete fue adquirido por la Cámara Municipal de Faro el 1995 o 1996 para instalar el futuro Tribunal de la Relación de Faro, órgano instituido el 1999.  Sin embargo, el edificio fue ocupado por el Tribunal del Trabajo hasta 1997. Alrededor de 2000 el ayuntamiento cedió el edificio, de forma gratuita, al Ministerio de Justicia para el Tribunal de la Relación. Sin embargo, el proceso de instalación no avanzó. De esta forma, el edificio quedó sin uso durante años.
La Dirección General del Patrimonio vendió el edificio a Estamo, empresa pública responsable del patrimonio inmobiliario del estado a septiembre de 2006.  Sin embargo, este proceso fue disputado por Faro, que inició una acción judicial, alegando que el edificio se había comprado para el Tribunal.  El resultado de este proceso judicial fue favorable al ayuntamiento, y se quiso reutilizar el palacete para hasta públicos, como por ejemplo la instalación de la Dirección Regional de Cultura del Algarve.

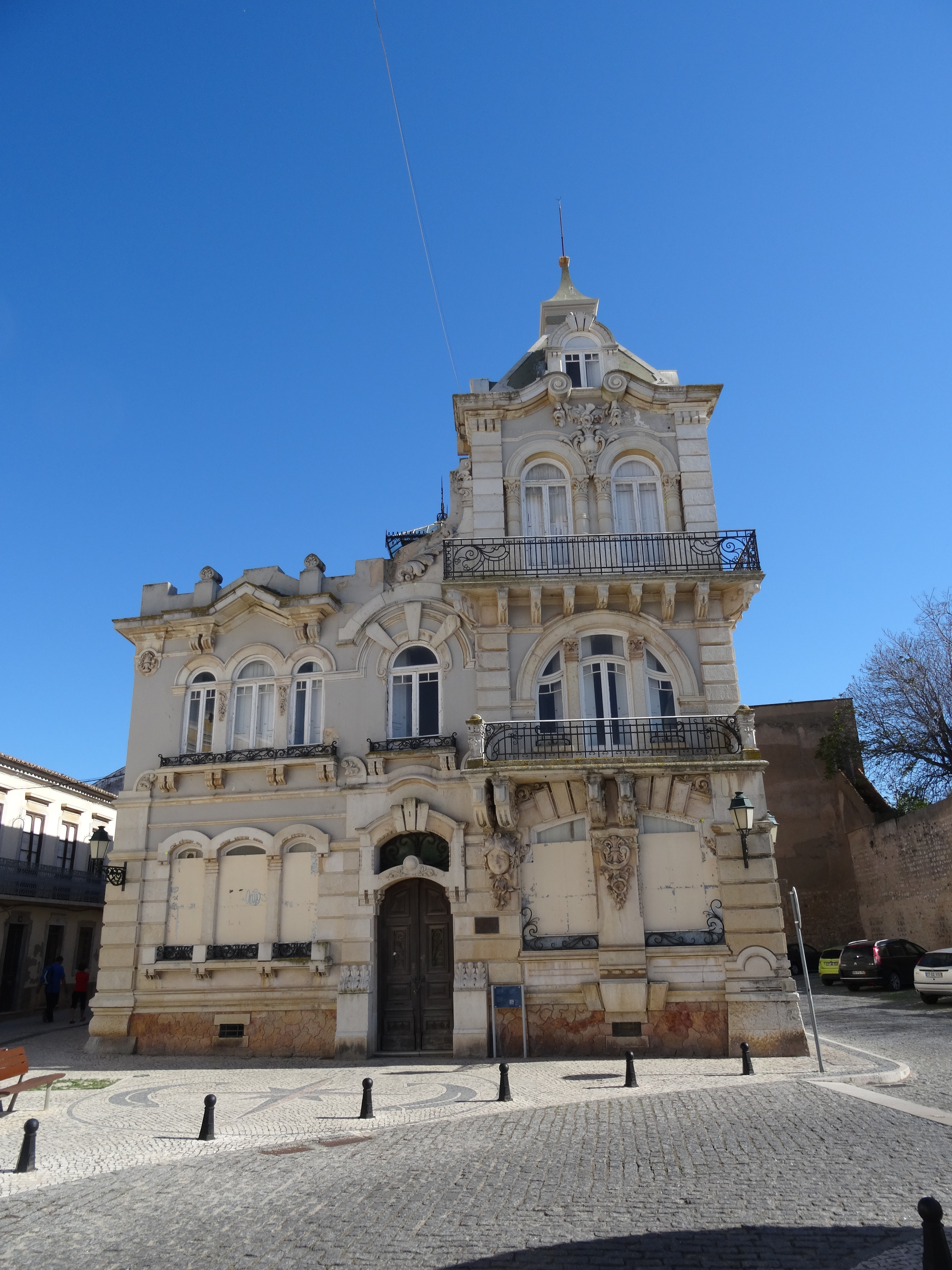
Palacete Belmarço, en 2016

El 3 de abril del 2013 el palacete fue clasificado como Monumento de Interés Público.
El edificio fue utilizado al menos una vez como escenario de un concierto, dentro del programa Días de Jazz.

## Galería de imágenes

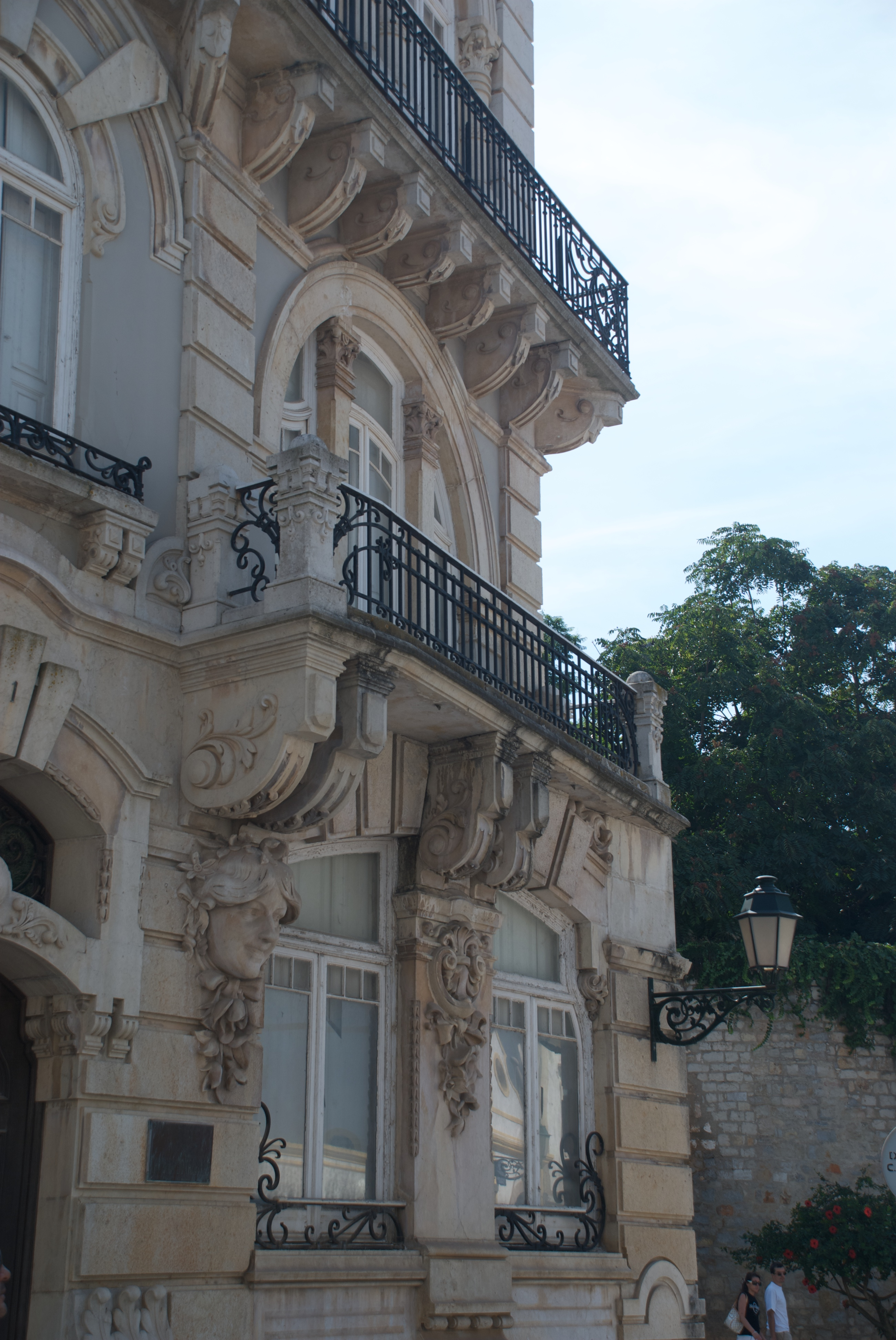
Lado oeste de la fachada principal.
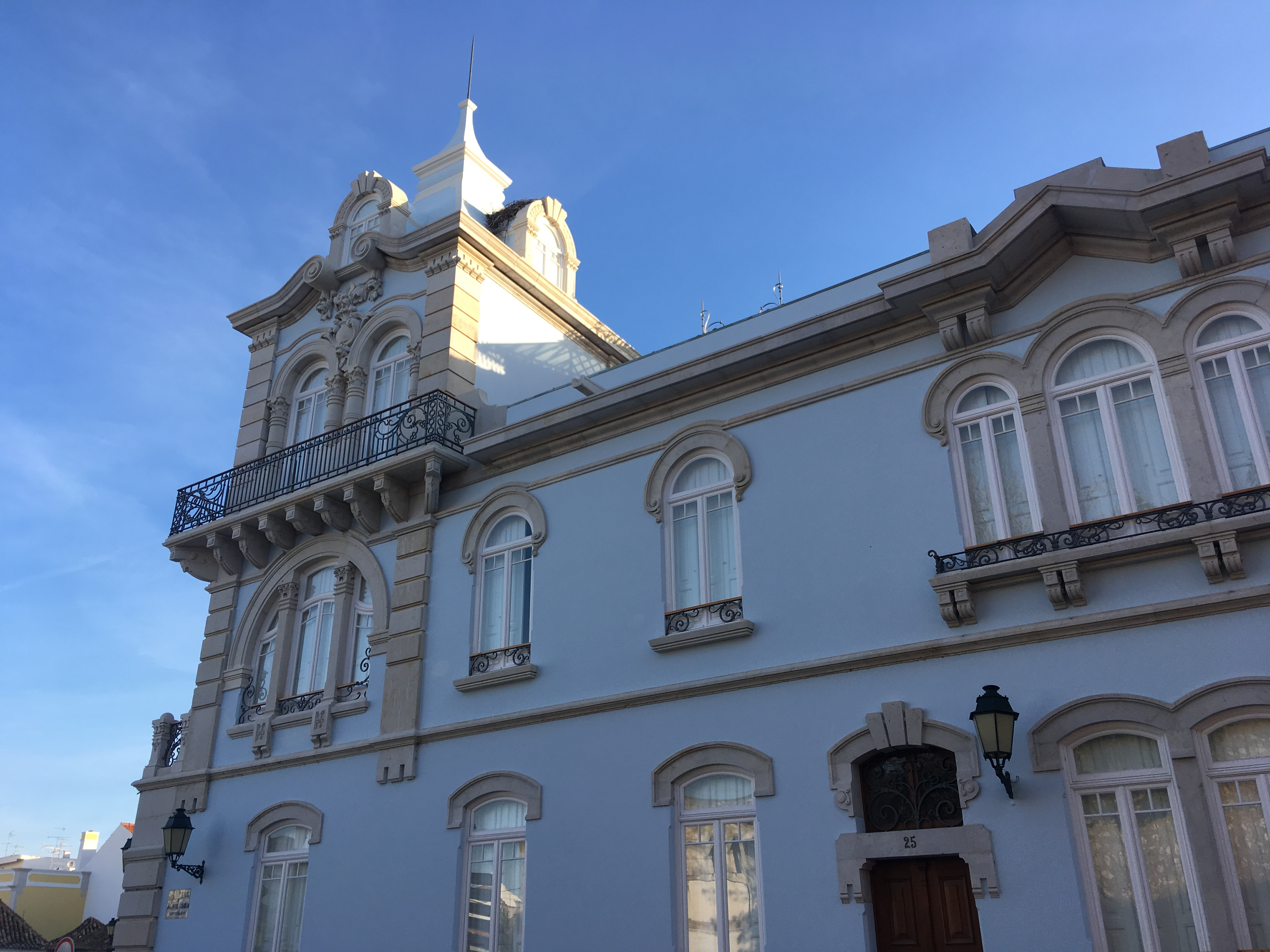
Fachada hacia la calle José Maria Brandeiro.
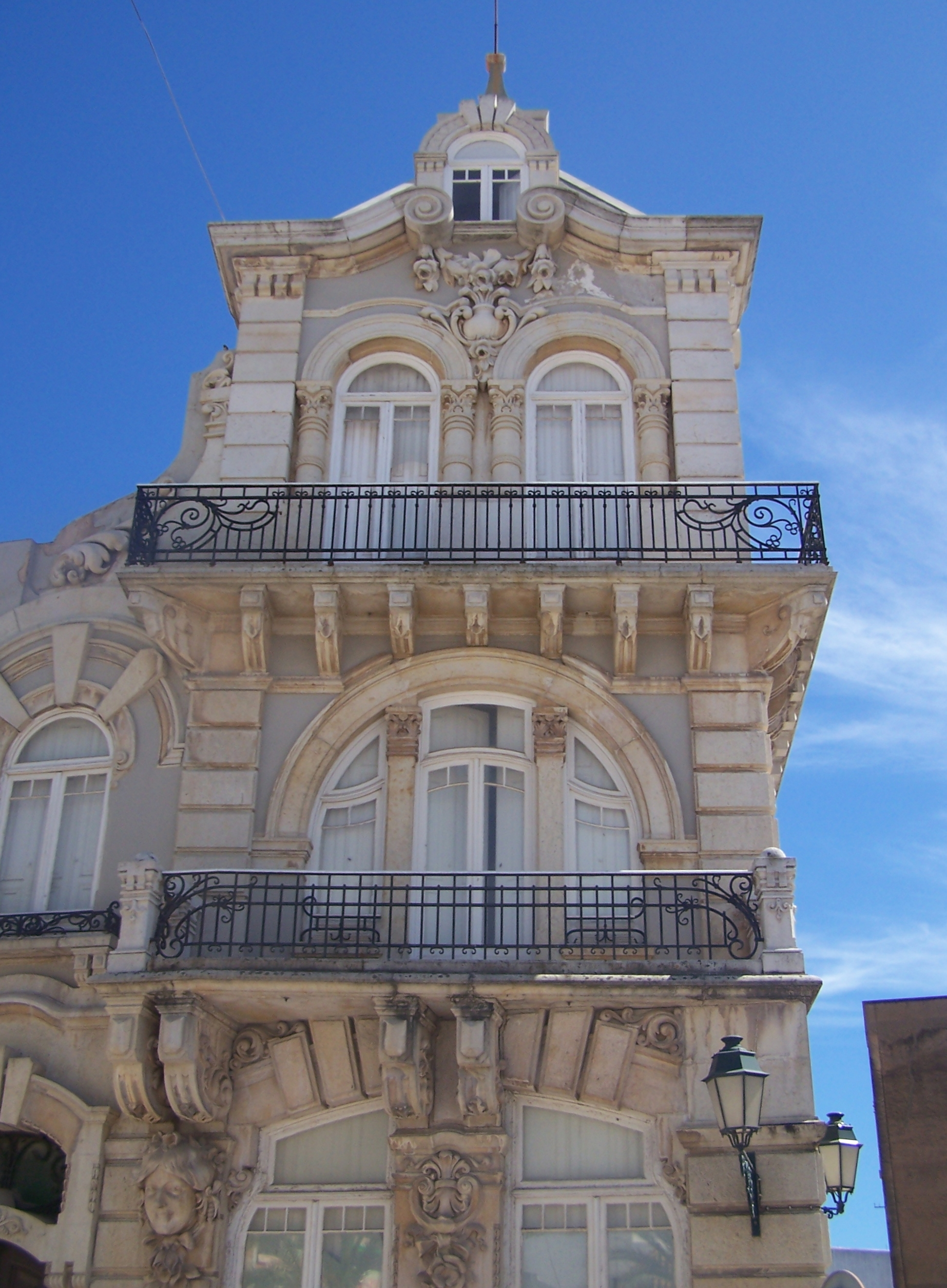
Torre del lado noroeste del edificio.
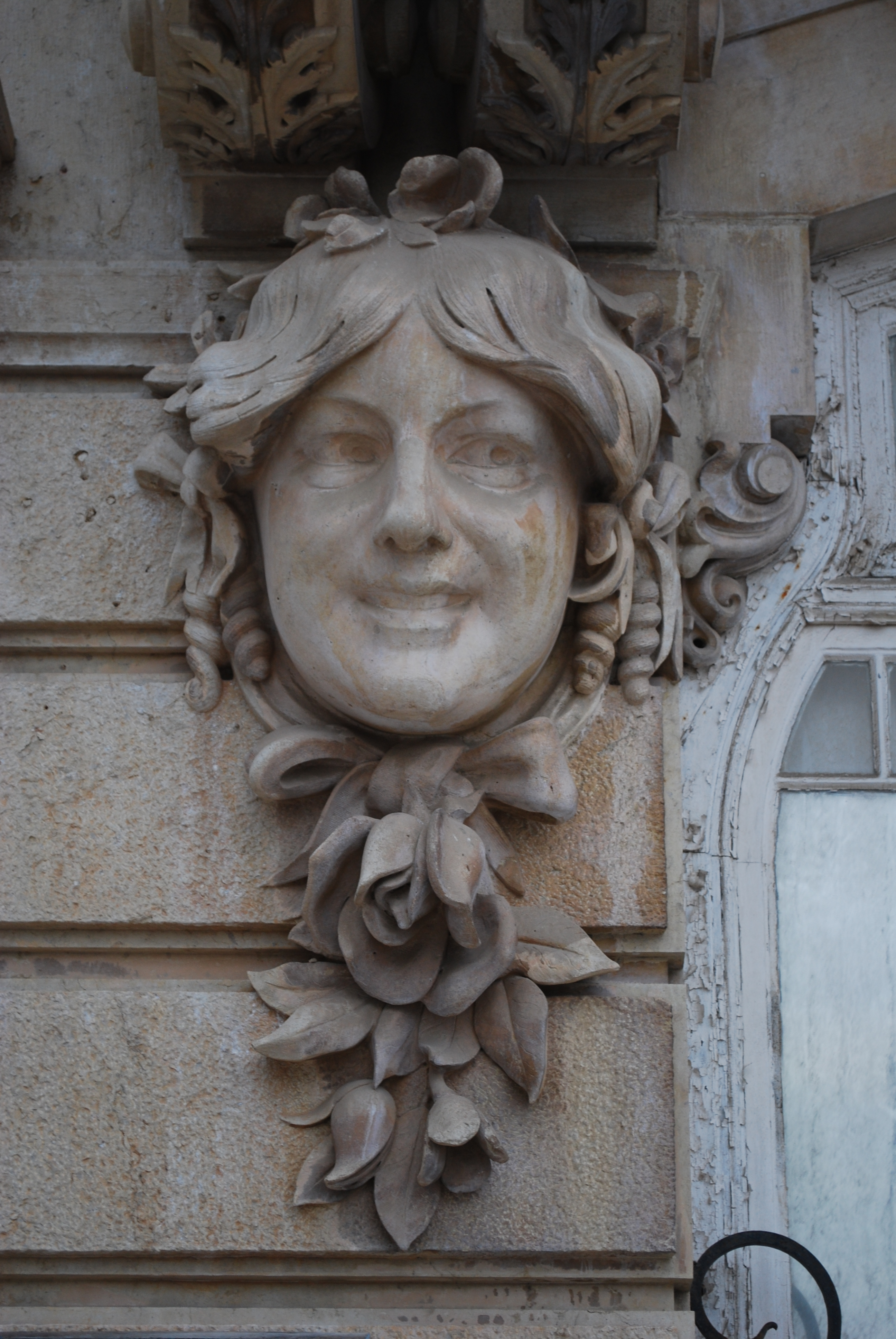
Detalle de busto de la fachada principal.